# Aimé Octobre

Aimé Octobre, (Angles-sur-l'Anglin, 1868 ; Vouvray, 1943) fue un escultor francés, ganador del prestigioso Premio de Roma. 

## Datos biográficos
Aimé-Jérémie-Delphin Octobre nació en Angles-sur-l'Anglin el 13 de mayo del año 1868.
El exalcalde de su ciudad y Presidente del Tribunal de apelación de París, se dio cuenta del talento del joven Octobre y le facilitó su entrada en los talleres de escultura de París. Fue alumno de Jules Cavelier, Gauthier y Jules Coutan,  en la École nationale supérieure des beaux-arts.
En julio de 1891 colaboró con Hector Guimard en la decoración escultórica del Hotel Roszé , en el n.º 34 de la rue Boileau, XVI Distrito de París.
Cuando contaba 25 años obtuvo el primer Premio de Roma en escultura, con el bajorrelieve en yeso  titulado La Edad de Oro (del francés: L'Age d'Or ). Ese año quedaron por detrás , Alfred-Félix Desruelles y Charles-Paul Alfred Lemarquier.
Permaneció pensionado en la Villa Médicis de Roma desde 1893 a 1897
Durante su estancia en Italia, en el año 1895 realizó una copia en mármol de una Venus del Museo Vaticano; esta obra, enviada a París se encuentra en depósito reglamentario de la École nationale supérieure des beaux-arts de París. En 1898 envió la escultura de yeso titulada Le Remords que se conserva en el Museo de Bellas Artes de Poitiers. El mármol de esta escultura de 1999, fue comprado por la Villa de París.
En 1894 obtuvo una mención honorífica en el Salón de Artistas Franceses. Ganó una medalla de segunda clase en 1897, de primera clase en 1899 y plata en la Exposición Universal de París (1900). Se convirtió en miembro del Salón en 1901 y más adelante pertenecerá a su comité.
En 1904 participó en le Exposición Universal de San Luis.
Octobre falleció en Vouvray el 22 de julio del año 1943. Su hijo Daniel Octobre cedió al municipio de Poitiers muchas obras, que se conservan desde entonces en el Museo de la Santa Cruz de la ciudad.

## Obras
Entre las mejores y más conocidas obras de Aimé Octobre se incluyen las siguientes:
- Busto de Alfred Tranchant, Museo de la Santa Cruz de Poitiers, presentada en el Salón de París de 1932, n° 3947.[7]
- Busto del diputado senegalés Blaise Diagne, hacia 1925, en el Museo de la Santa Cruz de Poitiers.
- Busto del padre Camille de la Croix.
- Reloj del Inmueble de los Teléfonos, n.º 60 del Bulevar Raspail de París.
- Reloj del Inmueble de Didot-Bottin, en la calle Sébastien Bottin del VII Distrito de París (imagen), actual sede de las Ediciones Gallimard.
- Ceres de la Fuente Veret de Étampes,[1] 1903.
- Monumento a los muertos de Montmorillon,  1922.[8]
- Alegoría de la pintura, en el Museo de Tessé en Le Mans; mármol; encargo del estado de 1908 a partir de un yeso de 1906.[9]
- Monumento a los muertos de La Couarde-sur-Mer,  1922[10] que retrata un águila abatida.
- Venus devant Paris , 1938, encargo del estado de 1937, modelo en yeso expuesto en el Salón  de 1938 (n.º 2327) , conservado en el museo de Châtellerault;  mármol, conservado en el Museo de la Santa Cruz de Poitiers.[11]
- Estatua de mujer en el ayuntamiento de Barbezieux-Saint-Hilaire, 1906.[12]